# Бехруз Восуги
Бехруз Восуги (азерб. Bəhruz Vüsuqi; род. 1938 Хой, Иран) — иранский актёр азербайджанского происхождения.

## Имя
Настоящее имя Халиль Восуги азерб. Xəlil Vüsuqi, перс. خلیل وثوقی‎. Псевдоним Бехруз перс. بهروز ‎ буквально означает хороший день (бех: хороший, руз: день) и указывает на то, что носитель имени имеет хорошие дни в жизни, или просто имеет преуспевающую жизнь.  

## Карьера
Дебютом Бехруза Восуги был фильм «Toofan dar shahre ma». Успех к нему пришел после главной роли в драме Qeysar (1969). Снимается в кино более 50 лет, на его счету более 90 фильмов. Его работа принесла ему признание на нескольких международных кинофестивалях. Также работал на телевидении, радио и в театре. В 2012 году он входил в жюри фестиваля «Noor Iranian Film Festival».

## Фильмография
| Год  |   | Русское название       | Оригинальное название            | Роль |
| ---- | - | ---------------------- | -------------------------------- | ---- |
| 1969 | ф | Гайшар                 | Qeysar                           |      |
| 1970 | ф | Жертва интриги         | The Window                       |      |
| 1975 | ф | Попутчик               | Hamsafar                         |      |
| 1978 | ф | Караваны               | Оригинальное название неизвестно |      |
| 1980 | ф | Сфинкс                 | Оригинальное название неизвестно |      |
| 1982 | ф | Феникс                 | Оригинальное название неизвестно |      |
| 1982 | ф | Странник во времени    | Оригинальное название неизвестно |      |
| 1987 | ф | Хьюстонские рыцари     | Оригинальное название неизвестно |      |
| 1989 | ф | Скрытая угроза         | Оригинальное название неизвестно |      |
| 1989 | ф | Террор в Беверли Хиллз | Оригинальное название неизвестно |      |
| 2004 | ф | Разрушенные мосты      | Оригинальное название неизвестно |      |
| 2005 | ф |                        | Zarin                            |      |
| 2012 | ф | Сезон носорогов        | Rhino Season                     |      |

## Награды
- Международный кинофестиваль Сан-Франциско «Непокоренный» лауреат (2006)[2]

## Личная жизнь
С конца 1960-х до середины 70-х встречался с актрисой Пури Банеай. В 1975 году он женился на иранской певице и актрисе Гугуш, который с ней снимался в нескольких фильмах, но брак продлился недолго
. Бехруз Восуги в настоящее время проживает в Сан-Рафаэль, Калифорния с женой Кэтрин Восуги.